# 金山神社 (川崎市)
金山神社（かなやまじんじゃ）は、神奈川県川崎市川崎区の若宮八幡宮境内にある神社。かなまら様の俗称がある。毎年4月の第1日曜日に催される「かなまら祭」で知られる。また、毎年11月1日には「鞴祭神符授与祭」（ふいごまつりしんぷじゅよさい）が催され、鍛冶職人や金物を扱う会社等による野鍛冶行事や、奉納舞神楽が行われる。

## 概要

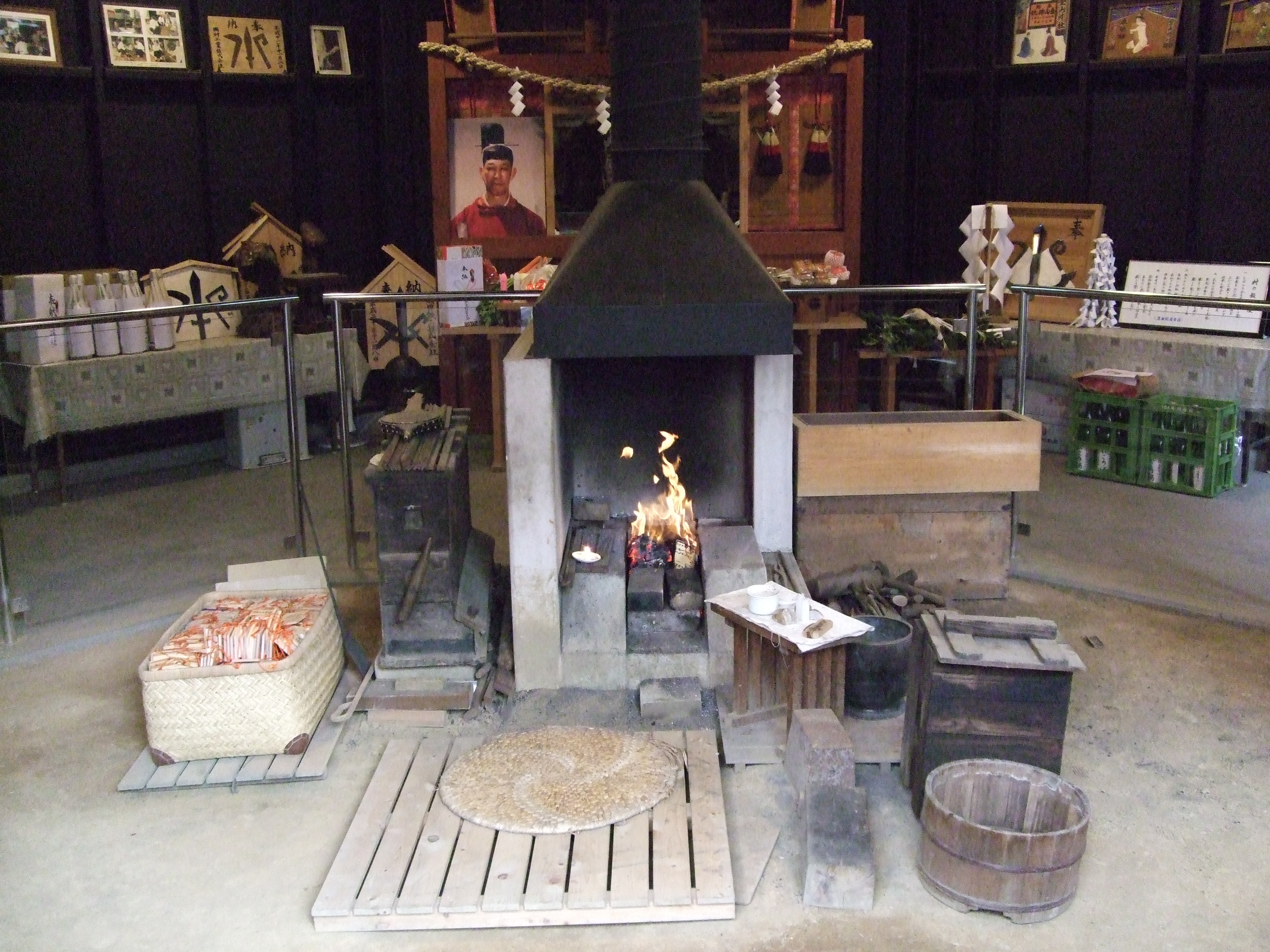
社殿の内部（かなまら祭にて）

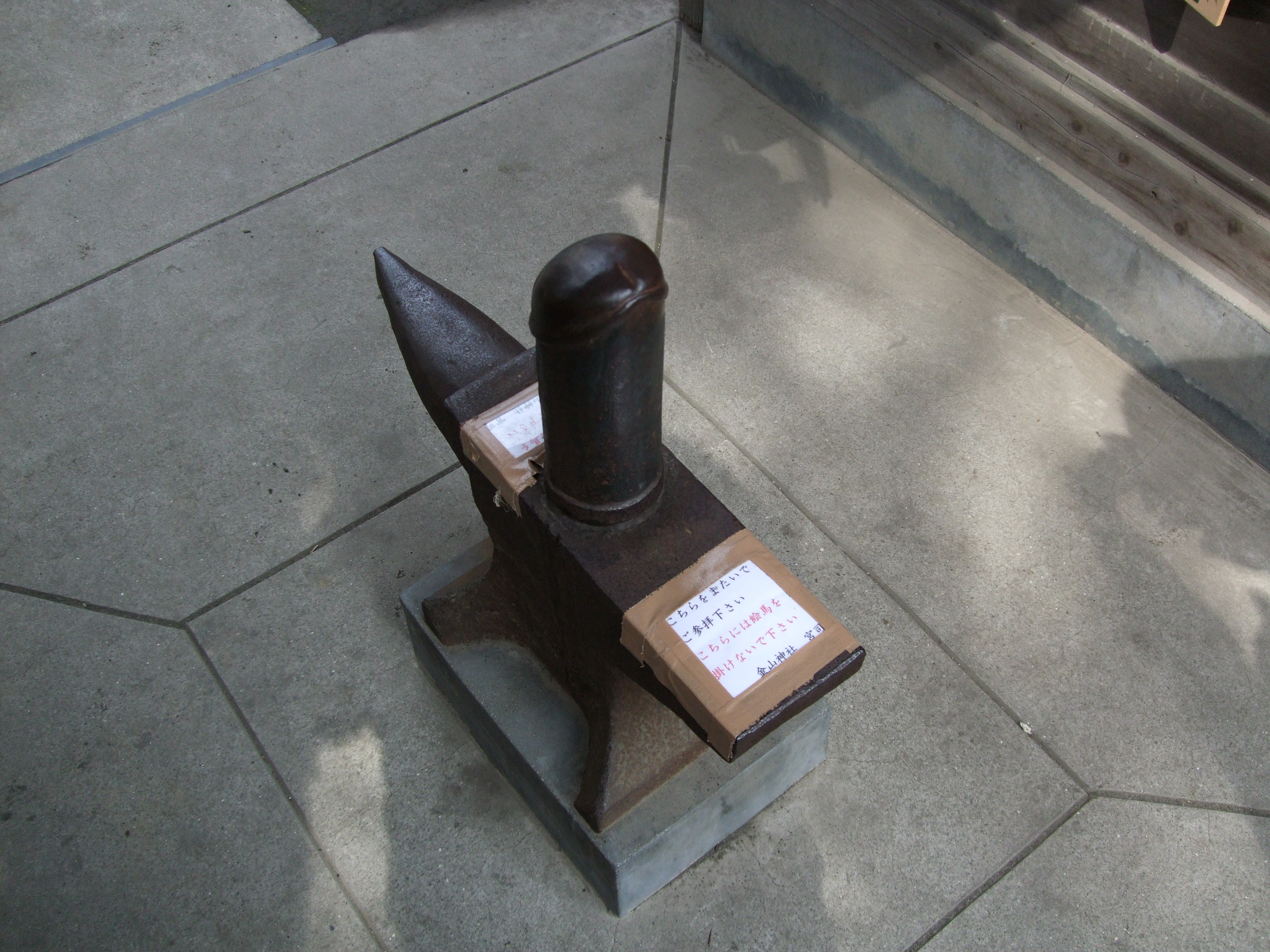
境内の金床

金山神社は若宮八幡宮の境内社で、本殿の左に鎮座する。鉱山や鍛冶の神である金山比古神（かなやまひこのかみ）と金山比売神（かなやまひめのかみ）の二柱を祭神として祀っている。
「金山（かなやま）」と「金魔羅（かなまら）」（魔羅とは男根のこと）の読みが似ていることや、両神がイザナミが火の神カグツチを産んだ際に女陰に火傷をし病み苦しんでいるときにその嘔吐物（たぐり）から化生したこと、鍛冶に使う鞴のピストン運動が男女の性交を連想させることなどから、性神としても信仰されている。また、「イザナミの神が火の神カグズチをお産みになり、下半身に大火傷を負った時、この神が看病したとの伝説によりお産、下半身の病気の守護神と言われ」るとの解説もある。神社名に男性器を指す「まら」をもじって「かなまら様」と呼ばれて地元住民に親しまれている。御神体は金属製の男根である。「かなまら様」（金魔羅様）とも呼ばれている神社である。
この両神は鉱山や鍛冶の神であると共に性の神でもあるため、鍛冶職人や金属・金物を扱う商人・企業の他、子授け・夫婦和合・性病快癒を願う人々からの信仰を集め、特に子孫繁栄・夫婦和合・性病快癒・安産・下半身の傷病治癒などに霊験があるとされている。エイズ除けを祈願する者も多い。現在ではその他にも、不妊治療に携わる医療関係者、性病快癒を願う性風俗関連産業関係者などの参拝も多い。境内には多数の男根形が奉納されている。
金山神社は、明治中期まで京浜急行電鉄・川崎大師駅前のセブンスターマンション付近にあった。京浜電気鉄道（現：京浜急行電鉄）が当時終着駅だった大師駅に折返し用のループ線施設を建設する際、同位置に金山神社が存在していたため、神社ごと現在の若宮八幡宮境内に遷された。
現在の社殿は、鉄をイメージして外側を黒色の鉄板で覆った一辺約3メートルの正六角形で、高さ約8メートルの吹き抜けの建物である。内部は床を土間として仕切り、正面中央部に鞴（ふいご）と炉を設置して金床（インドの「リンガ・ヨーニ」に似た形をしている）を埋め込み、鍛冶屋の作業場が再現されている。
伊勢町の伊勢社、大師駅の前に祀られていた稲荷社が合祀してある。

## かなまら祭

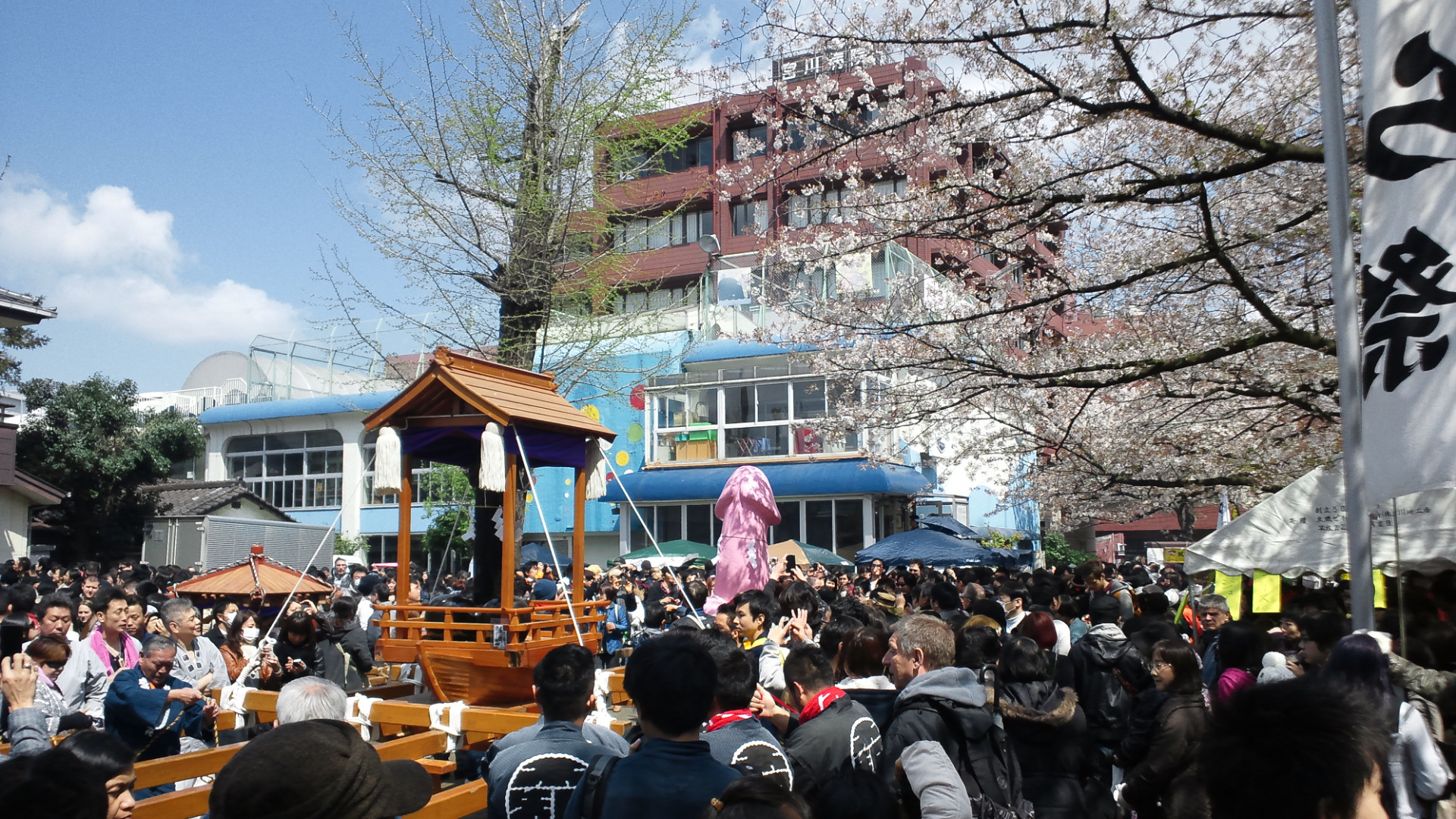
かなまら祭は毎回桜の花が彩りを添える

かなまら祭（かなまら祭り）は、伝統的な祭りではなく近年観光用に作られた祭りである。
江戸時代に川崎宿の飯盛女（娼婦）達が性病除けや商売繁盛の願掛けを行った「地べた祭」に端を発する。金山神社は明治以降寂れてしまっていたが、昭和40年代くらいから性信仰が残る神社という認識でにわかに外国の民俗学者たちから注目されるようになる。これを受け1977年（昭和52年）に、大学で獣医学を学んでいたという2代前の宮司を中心に新たに金山神社の信者組織として「かなまら講」が結成された。それまで祭事は氏子たちによって細々と行われ午前中で終わるようなものであったが、この年からかなまら講が参加して「かなまら祭」が催され、その一部として江戸時代の「地べた祭」も再現されるようになった。以降男根神輿や仮装行列、大根削りなどオリジナルアイデアによる新しい祭事を取り入れつつ年々祭は盛大に開催されるようになった。当初は好事家の祭か外国人観光者の穴場観光スポットとして知られる程度であったが、偶然訪れたカナダ人の翻訳家によって、祭りは広く海外に紹介され、昭和60年代頃からエイズ除けを祭に結びつけたのが話題となり、多数の観光客が訪れるようになった。現在祭は商売繁盛・子孫繁栄（子授け）・安産・縁結び・夫婦和合などを願い、毎年4月第1日曜日に行われている。2016年（平成28年）は3万人余りが来場し、そのうち6割は外国人だった。京急川崎駅から電車を乗り継がずに、徒歩で3キロメートルほどの道のりを歩いてくる外国人も少なくないという。
神輿の行列は、「金棒 - 若宮祭祀舞 - 道中奉行 - 川崎古式消防記念会 - 大麻 - 塩撒き - 猿田彦（天狗） - 神官 - 御神酒（振る舞い酒） - 総代 - 来賓 - 参加者 - かなまら講 - かなまら舟神輿 - エリザベス神輿 - かなまら大神輿」の順となる。行列中の一般参加者は仮装しており、和服を来て帯刀した観光客も多い。神輿以外にも、神社境内には多数の男根・女陰を模った物事が見られる。大根を削って作る男根形・女陰形は祭事の一環として神前に供えられる。また、男根や女陰の形をした餅や飴細工などが売られている。2015年（平成27年）からは、神社周辺の飲食店などが神社とコラボレーションし、祭にちなんだ特製料理などを販売するようになった。さらに2016年（平成28年）からは、従来境内で出していた飴などの出店を、大師公園のスプリングフェスタ内に移設し、面掛行列が大師公園まで足を延ばしたことにより、境内の混雑も幾分緩和された。

### 神輿
かなまら祭では、「かなまら大神輿」、「かなまら舟神輿」、「エリザベス神輿」の3基の神輿が巡行する。
かなまら大神輿
台部が正方形で屋根が付いた神輿。内部に木製の男根が上向きに納められている。3基の神輿の中で最も古い。
かなまら舟神輿
台部が舟型で屋根が付いた神輿。内部に黒光りする鉄製の男根が上向きに納められている。日立造船より寄贈されたものである。
エリザベス神輿
台部に巨大なピンク色の男根の張形が上向きに載せられた神輿。屋根はない。この神輿は浅草橋の女装クラブ「エリザベス会館」から寄贈されたものである。他の2基の神輿は担ぎ手が地元の氏子中心であるのに対し、担ぎ手はエリザベス会館の女装者が中心であり、「かなまら!でっかいまら!」という独特の掛け声とともに巡行していたが、2016年は担ぎ手の高齢化などの要因により、担がれずに台車に乗せて巡行する形となった。2017年は担いでの巡行が復活したが、大師公園までの片道であり、公園内で白い布でカバーをかけられた後に、手押しで神社へと戻る形となった。

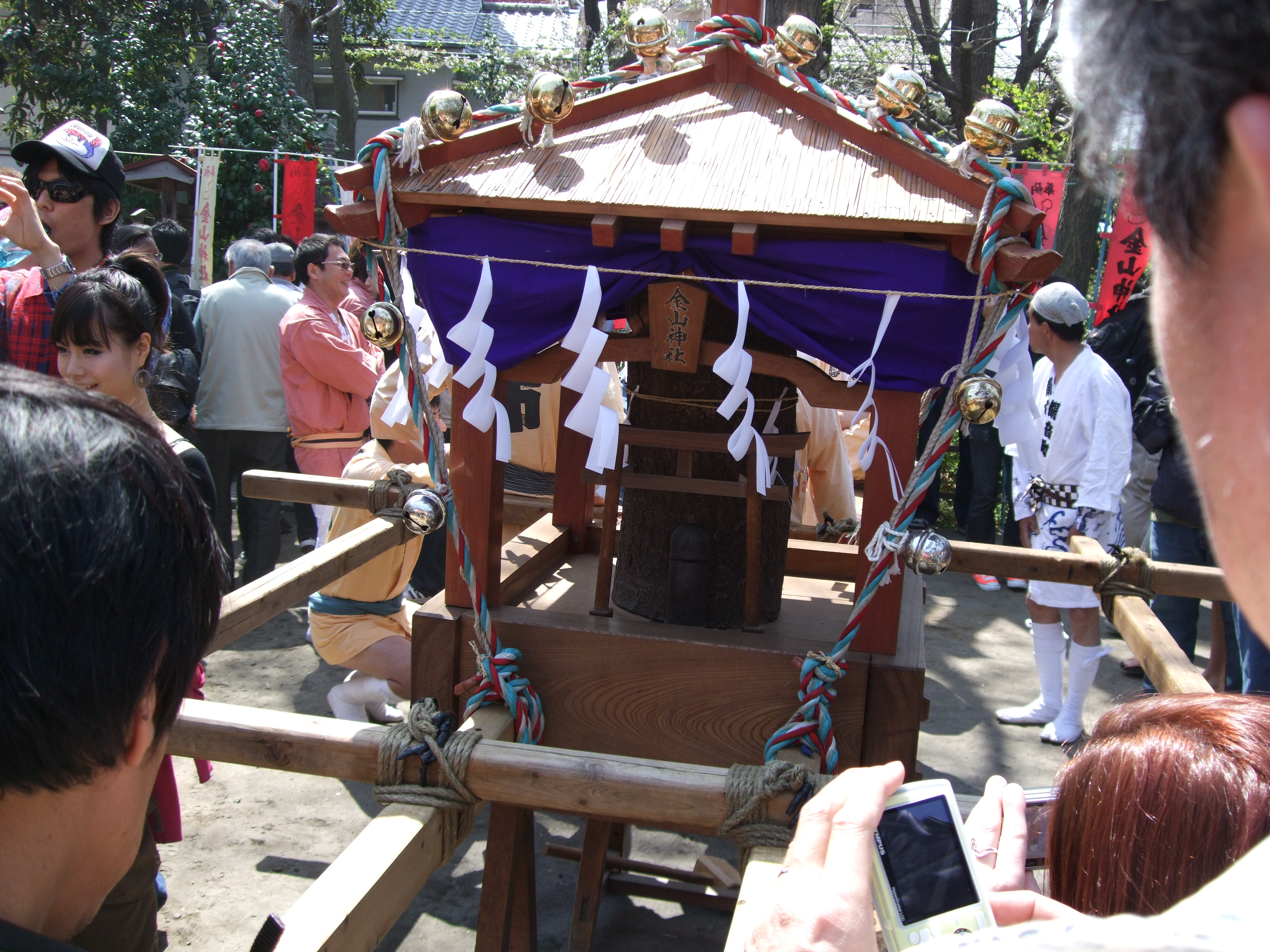
かなまら大神輿
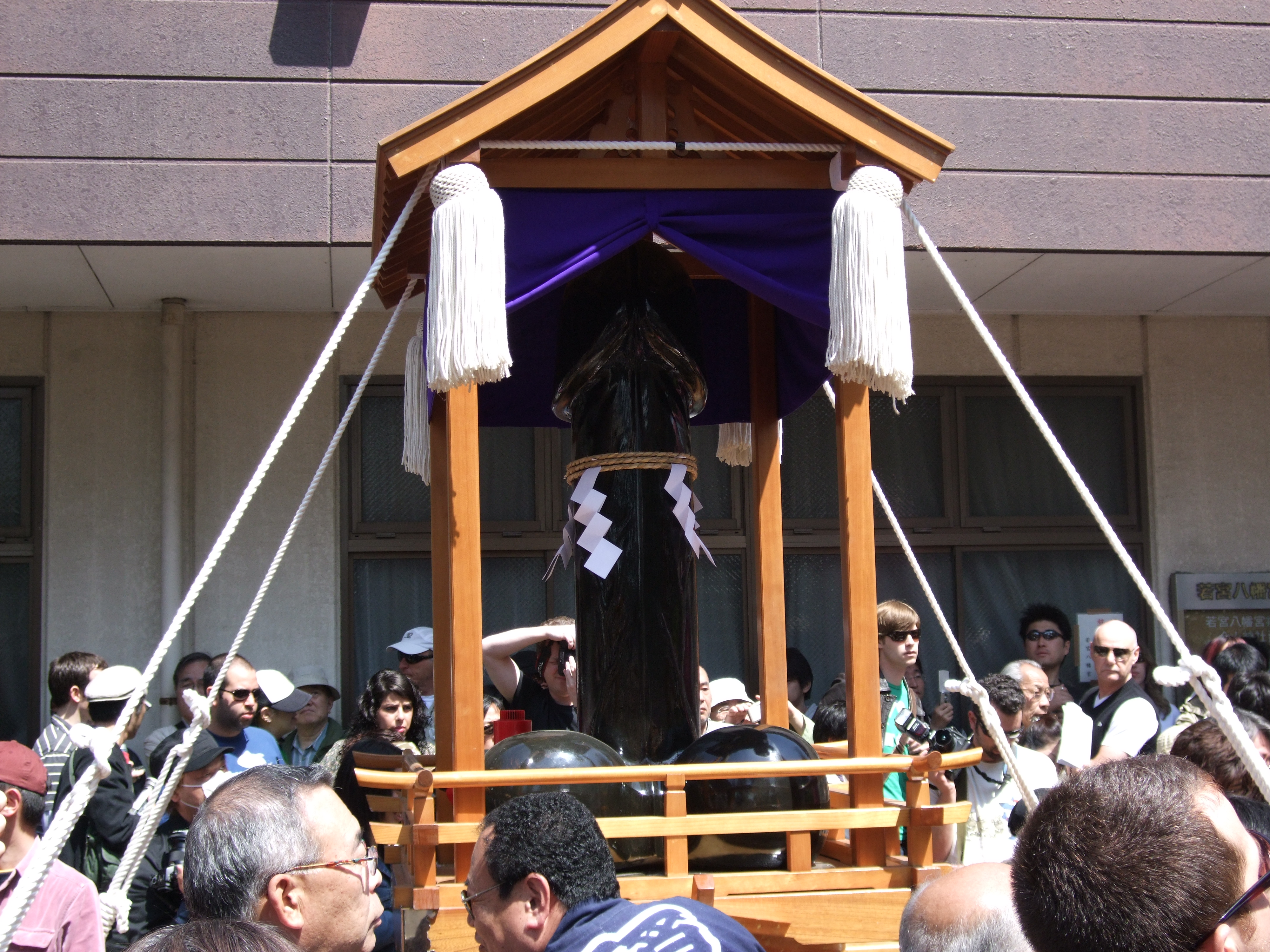
かなまら舟神輿
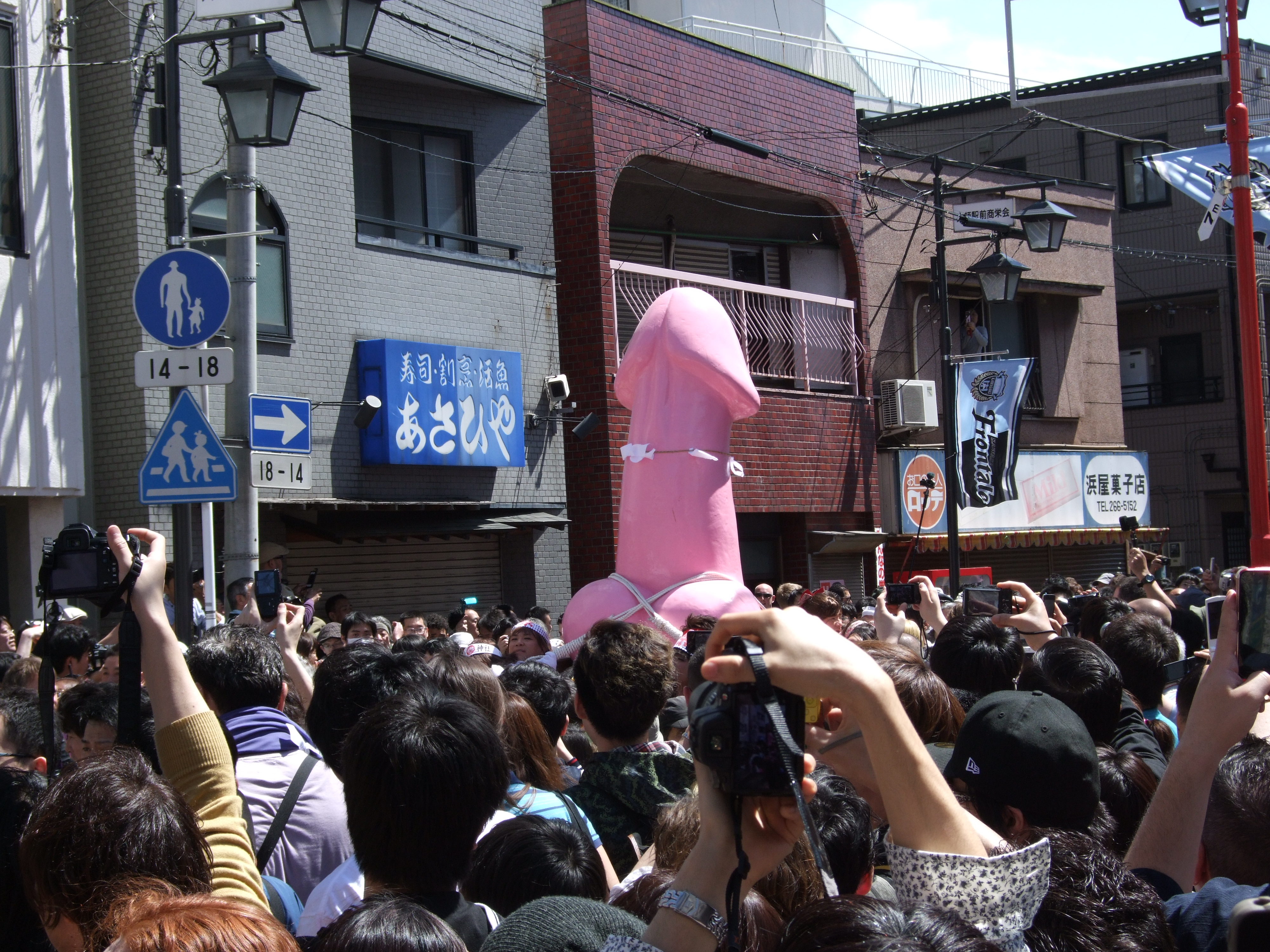
町内を練り歩くエリザベス神輿(2016年)
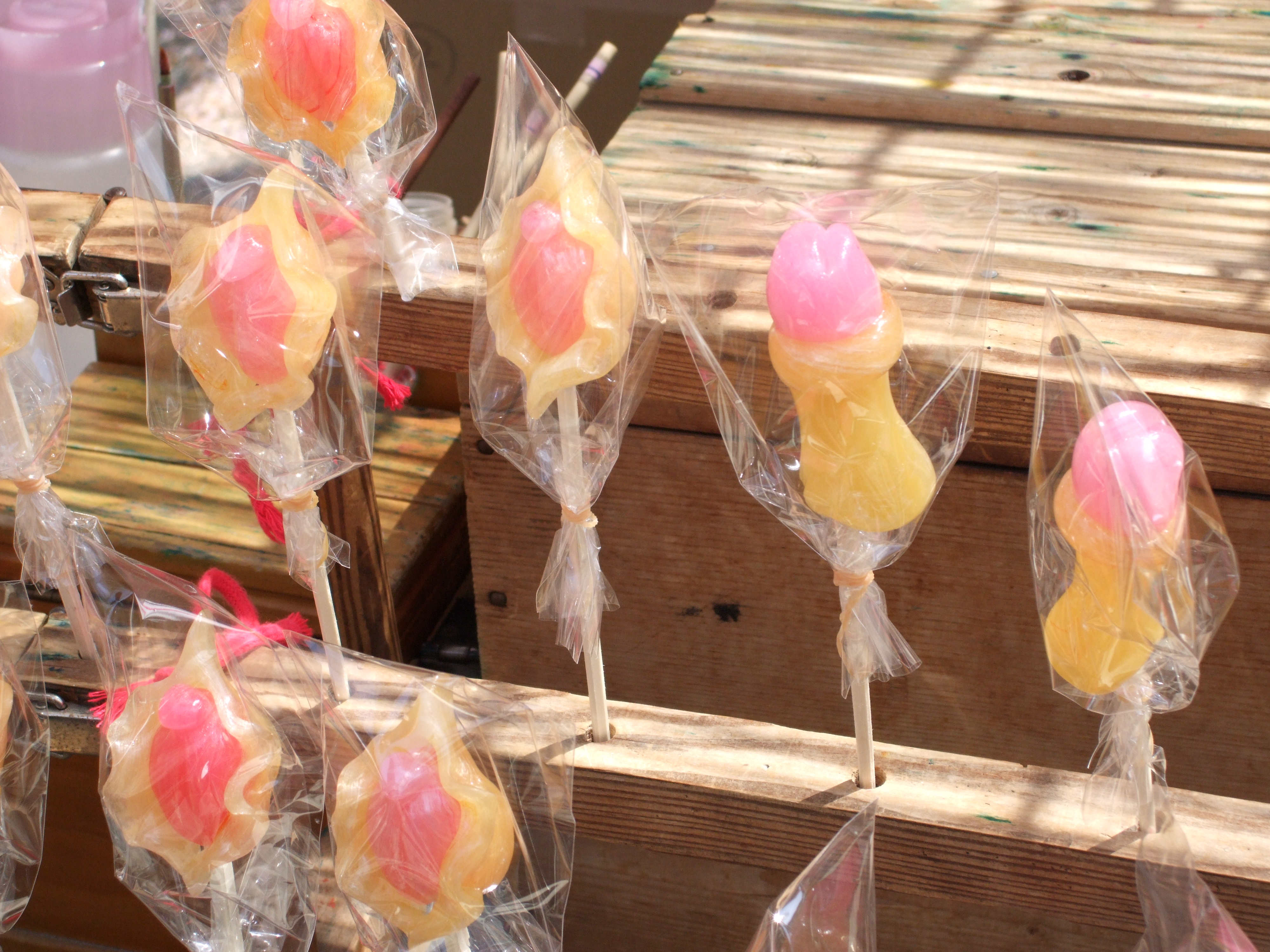
露店の飴細工

### トラブル
2015年の「かなまら祭」にて、男性器を模したモニュメントに褌一丁で乗った参加者がいたため、金山神社が「祭りの本質を無視したパフォーマンスは許容できない」とtwitterに投稿し、2016年以降はこのモニュメントの展示を取りやめた。このモニュメントは、2022年の「かなまら祭」の翌週に行われた、境内の露店イベント内にて、客が跨らない形での展示が再開された。

## 資料室
若宮八幡宮社務所二階の郷土資料室の一室が金山神社資料室となっており、性信仰や性玩具の資料が展示されている。

## アクセス
京急大師線 川崎大師駅 南口から徒歩3分